# Para-Leichtathletik-Weltmeisterschaften 1994
Die Para-Leichtathletik-Weltmeisterschaften 1994 (auch Leichtathletik-Weltmeisterschaften der Behinderten) waren die ersten Para-Leichtathletik-Weltmeisterschaften und wurden vom 22. bis 31. Juli 1994 im Olympiastadion der deutschen Bundeshauptstadt Berlin ausgetragen. 

## Teilnehmende Nationen
1154 Athletinnen und Athleten aus 61 Nationen waren gemeldet.
| - Ägypten - Algerien - Argentinien - Australien - Brunei - Belgien - Brasilien - Bulgarien - Dänemark (6) - Deutschland (72) - Estland - Finnland - Frankreich - Griechenland - Großbritannien - Hongkong (3) - Indien - Iran - Irland - Island (2) | - Israel - Italien - Japan - Jordanien (6) - Kanada - Kenia - Kuba - Kuwait - Lettland - Litauen - Mexiko - Moldau - Namibia - Neuseeland (3) - Niederlande (7) - Norwegen - Österreich (18) - Polen - Portugal - Russland | - Sambia - Schweden - Schweiz (17) - Singapur (8) - Slowakei - Slowenien - Spanien - Südafrika - Taiwan (5) - Tschechien - Tunesien - Unabhängige Paralympische Teilnehmer (5) - Ungarn - Uruguay - USA - Belarus - Zypern |